# Oralee Fowler
Oralee Fowler (sinh ngày 26 tháng 8 năm 1961) là một vận động viên chạy nước rút người Bahamas. Bà đã tham gia cuộc thi tiếp sức 4 × 100 mét nữ tại Thế vận hội Mùa hè 1984.